# Eels
Eels – amerykański zespół rockowy założony przez wokalistę i autora piosenek Marka Olivera Everetta, znanego pod pseudonimami Man Called E, Mr. E, lub E. Skład grupy regularnie się zmienia, zarówno studyjny jak i koncertowy.
Piosenki grupy zostały włączone do oficjalnych ścieżek dźwiękowych kilku filmów, m.in. wszystkich dotychczasowych produkcji z serii Shrek.

## Historia

### Solowe nagrania E
W 1985 roku Mark Everett opublikował niezależnie album Bad Dude in Love.
W 1992 roku, wytwórnia Polydor Records wydała album A Man Called E. Następnym albumem był Broken Toy Shop z 1993 roku. Wtedy też rozpoczęła się współpraca Everetta z perkusistą Jonathanem „Butch” Nortonem. Po Broken Toy Shop, E zakończył współpracę z wytwórnią Polydor.

### Beautiful Freak
Kiedy Butch i E poznali Tommy’ego Waltera, założyli oni grupę Eels, która jako jedna z pierwszych podpisała umowę z wytwórnią DreamWorks. W 1996 roku ukazał się ich debiutancki album, Beautiful Freak. Na płycie można odczuć nawiązania do najróżniejszych stylów muzycznych, między innymi grunge oraz hip-hop. Single „Novocaine for the Soul”, „Susan’s House” i „Your Lucky Day in Hell” osiągnęły skromny sukces międzynarodowy, jednak w Wielkiej Brytanii nagrania te zostały lepiej przyjęte.
W 1996 i 1997 roku zespół intensywnie koncertował promując album. We wrześniu 1997 roku Walter opuścił zespół. Piosenka „My Beloved Monster” została włączona do ścieżki dźwiękowej z filmu Shrek (2001).

### Electro-Shock Blues
Po Beautiful Freak, E był w trudnej sytuacji osobistej. Kilku z jego przyjaciół zmarło, jego siostra popełniła samobójstwo, a u matki wykryto raka. Po pewnym czasie został jedynym żyjącym członkiem swojej rodziny – wszystkie te wydarzenia zainspirowały go do stworzenia nowej płyty Eels, Electro-Shock Blues, wydanej w 1998 roku. W tekstach piosenek, Everett zmierza się z takimi tematami jak samobójstwo, śmierć czy rak. Mimo że sam album jest bardzo mroczny i nawet nie zbliżył się do komercyjnego sukcesu debiutu, do dziś pozostaje ulubionym nagraniem wielu fanów.
singiel „Last Stop: This Town” okazał się nieznacznym sukcesem; piosenkę „Cancer for the Cure” użyto na ścieżce dźwiękowej do filmu American Beauty (1999).

### Daisies of the Galaxy
W 2000 roku ukazał się album Daisies of the Galaxy, lżejszy i weselszy od Electro-Shock Blues zarówno w warstwie muzycznej, jak i tekstowej. Everett powiedział:

jeżeli Electro-Shock Blues była niczym ten dzwoniący w środku nocy telefon, którego świat nie chce odbierać, to Daisies od the Galaxy przywodzi na myśl telefon z recepcji w hotelu, który informuje, że twoje wspaniałe śniadanie jest gotowe.

Pierwszy singiel, „Mr. E’s Beautiful Blues”, był stworzony wspólnie z Michaelem Simpsonem i zawiera dźwięk jego pagera na początku. Początkowo piosenka nie miała być umieszczona na albumie, ale wytwórnia nalegała na jej włączenie. Stąd nie jest ona umieszczona na spisie piosenek, ale zaznaczona jako dodatek, oddzielona od reszty albumu 20-sekundową ciszą. Utwór pojawił się na ścieżce dźwiękowej do filmu Ostra jazda (2000). Użyto go także w napisach początkowych filmu Męska rzecz (2003).
Z powodu obecności przekleństw w piosenkach „It’s a Motherfucker” i „Mr. E’s Beautiful Blues” (tekst zawiera słowa „Goddamn right, it’s a beautiful day”, czyli „Cholera, jaki piękny dzień”) została wydana ocenzurowana wersja. „It’s a Motherfucker” została przemianowana na „It’s a Monstertrucker”; przekleństwa w tekstach piosenek zostały wyeliminowane.
W celu promocji Daisies of the Galaxy, zespół odbył trasę koncertową po Stanach Zjednoczonych i Europie, a także odwiedził po raz pierwszy Australię. Tym razem Eels występowali jako 6-osobowa orkiestra, włączając Lisę Germano.

### Souljacker
W 2001 roku został wydany album Souljacker, o wiele mocniejszy od poprzedniego Daisies of the Galaxy. Większość piosenek została napisana razem z Johnem Parishem, który zagrał także na gitarze. Jako basista i klawiszowiec wystąpił Koool G Murder, dołączając do Eels podczas trasy koncertowej. Wim Wenders wyreżyserował wideoklip do piosenki „Souljacker Part I”. Po tym jak Parish został ojcem, na czas amerykańskiej części trasy zastąpił go Joe Gore „Bus Driving, Band Rocking”.

### Shootenanny!i odejście Butcha
W 2003 roku wydany został piąty album, Shootenanny!. E powiedział o tym nagraniu, że było przerwą w nagrywaniu albumu Blinking Lights and Other Revelations (2005). Płyta została nagrana w studio w ciągu 10 dni. Piosenkę „Saturday Morning” wydano jako singiel.
Społeczeństwo fanów Eels było zszokowane, gdy rok później ogłoszono odejście Butcha z grupy. Oficjalnie ogłoszono rezygnację z udziału w zespole na rzecz poświęcenia się współpracy z Tracy Chapman. Jednakże, w wywiadzie dla „Rhythm Magazine” Butch ogłosił, że opuścił zespół z powodów finansowych: „Objeżdżaliśmy Europę podczas drugiej trasy promującej Souljacker i musiałem ogłosić bankructwo”. Po zapytaniu kierownictwa o prawa autorskie w zamian za zakończenie partnerstwa, jak twierdzi, zadzwonił do niego „księgowy E, który powiedział: «E nie chce zmieniać struktur», więc żadnych praw… Ciągle jestem urażony. Tak to jest ze znajomościami. Mam jednak nadzieję, że pewnego dnia, kiedy będę chciał wrócić i pracować z E, drzwi wciąż będą dla mnie otwarte, bo to jest właśnie to, co lubię robić.”
Nowym perkusistą został Puddin’. W 2003 roku Eels odbyli następną trasę, Tour of Duty. Na żywo zespół składał się z E, Shona „Golden Boy” Sullivana (gitara), Koool G Murder (gitara basowa) oraz Puddin’ (perkusja). Sullivan wkrótce opuścił grupę w celu rozpoczęcia prac nad własnym projektem, Goldenboy, i został zastąpiony przez Cheta Atkinsa III.

### Blinking Lights and Other Revelations,Live with Strings

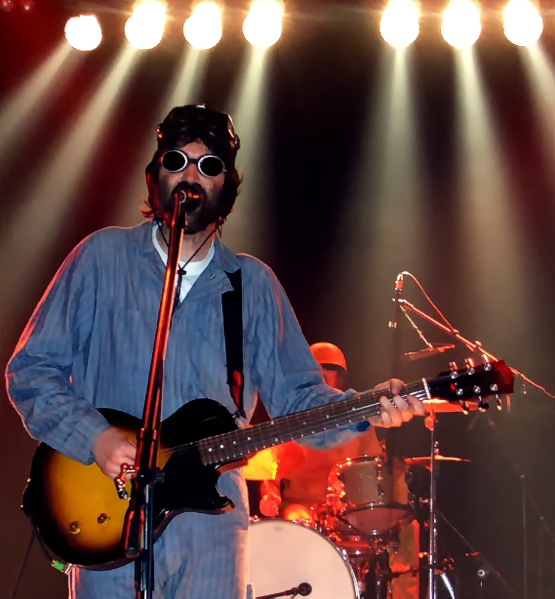
Everett podczas koncertu w Wiedniu (2006)

Kolejny album Eels, Blinking Lights and Other Revelations, został wydany 2005 roku jako pierwsze wydawnictwo po zawiązaniu współpracy z Vagrant Records. Składa się z dwóch płyt i zawiera 33 piosenki. Kartka z ręcznie napisanym tekstem piosenki do „In the Yard, Behind the Church” została sprzedana na aukcji serwisu eBay za 544 dolary, przekazane później na cele charytatywne.
Podczas Eels with Strings, pierwszej trasy koncertowej promującej nowe wydawnictwo, jako Eels występowali: E, Alan „Big Al” Hunter na pianinie i gitarze basowej, Jeffrey Lyster (znany także jako Chet Atkins III) na gitarze, mandolinie i perkusji, oraz kwartet smyczkowy Palomy Udovic, Julie Carpenter, Heather Lockie oraz Any Lenchantin.
Po odbyciu trasy, w 2006 roku zespół wydał album koncertowy Eels with Strings: Live at Town Hall, nagrany w Nowym Jorku, wydany na CD oraz DVD.

### Meet the Eels: Essential Eels Vol. 1,Useless Trinkets

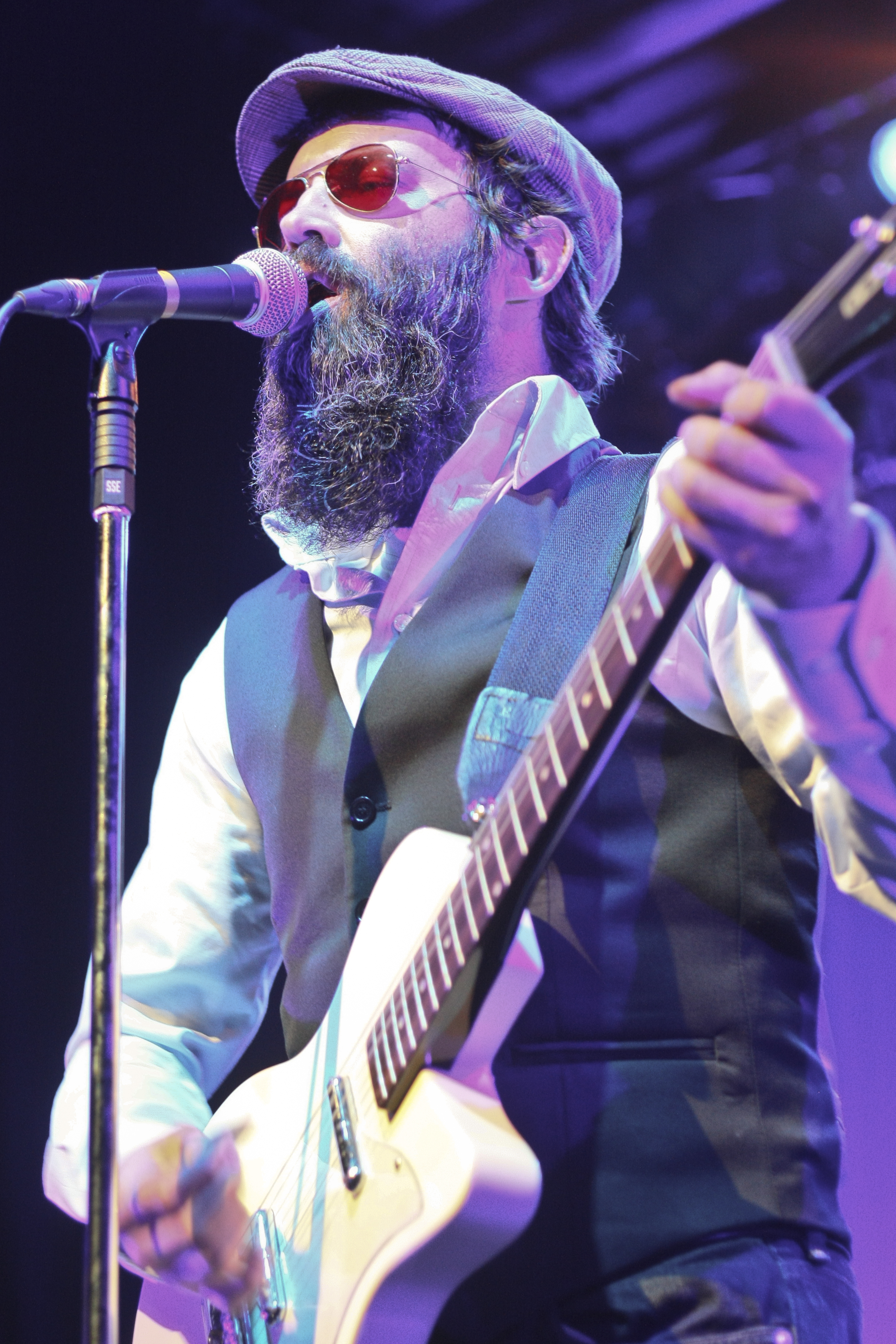
Everett podczas koncertu z zespołem Eels w austriackim Salzburgu (2011)

Na początku 2008 roku Eels wydali swoją pierwszą kompilację największych przebojów, a także składankę stron B, piosenek wcześniej nieopublikowanych, rzadko spotykanych oraz nagranych na potrzeby ścieżek dźwiękowych filmów.
Meet the Eels: Essential Eels, Vol. 1 (1996–2006) to podróż w czasie do pierwszej dekady istnienia zespołu; album zawiera single ze wszystkich płyt grupy. Załączona jest także płyta DVD z teledyskami i jednym występem na żywo.
Useless Trinkets: B-Sides, Soundtracks, Rarities and Unreleased 1996–2006 zawiera 50 stron B, piosenek rzadko spotykanych oraz zapis występu na festiwalu Lollapalooza 2006.
W celu promocji wydawnictw, Eels wyruszyli na światową trasę An Evening with Eels, podczas której E występował wyłącznie z The Chet.
Ścieżka dźwiękowa filmu Jestem na tak (2008) z Jimem Carreyem, zawierała dziewięć piosenek grupy Eels, między innymi całkowicie nową „Man Up”.

### Hombre Lobo
Siódmy album studyjny Eelsów Hombre Lobo został wydany 2 czerwca 2009 roku i zawiera dwanaście nowych piosenek. Hiszpański tytuł płyty oznacza wilkołak lub człowiek wilk, i może być odniesieniem do niezwykle długiej brody Marka Everetta, którą zapuścił podczas pisania piosenki „Dog Faced Boy”. 31 marca 2009 roku, zespół udostępnił utwór „Fresh Blood” na stronie spinner.com, tłumacząc, że będzie on pierwszym singlem z najnowszego albumu. Teledysk, wyreżyserowany przez Jesse’ego Dylana ukazał się 29 kwietnia 2009 roku.

## Bobby, Jr.
Pies Everetta, Bobby Jr., był bezdomnym włóczęgą, dopóki nie został schwytany i umieszczony w schronisku, skąd E ostatecznie go przygarnął. Ma on sylwetkę owczarka niemieckiego, a łapy basset hounda (z czego jedna jest zdeformowana), więc trudno jest mu się poruszać. Bobby Jr. użyczył swojego „wokalu” do piosenki „Last Time We Spoke” z albumu Blinking Lights and Other Revelations. Można go także zobaczyć na najróżniejszych rzeczach powiązanych z grupą (koszulki itp.), stronie internetowej Eels oraz w wideoklipie do „Hey Man! (Now You’re Really Living)”. Ma także swoje własne konto na serwisie społecznościowym MySpace. Bobby Jr. został nazwany po Bobbym, zabawkowym psie-robocie, którego Everett kupił na próbę przed zakupem prawdziwego psa.

## Społeczność fanów
Eels mają wielu fanów na całym świecie. Podczas tras zespół odwiedził Europę, Australię, Nową Zelandię, Japonię oraz Stany Zjednoczone. Największe sukcesy grupa odnosi w Wielkiej Brytanii oraz Środkowej i Północnej Europie. W dawnych wywiadach E mówił, że DreamWorks namawiało zespół do grania koncertów głównie w Europie, jako że ich amerykańskie trasy nie były tak zyskowne. Jednakże po podpisaniu umowy z Vagrant Records, Eels coraz częściej koncertują w USA.
W 2001 roku zespół ogłosił konkurs na tytuł piosenki. Fani mogli przesyłać e-maile ze swoimi propozycjami, a jedna z nich miała zostać użyta jako nazwa dla nagrania, które miało zostać opublikowane jako strona B. Jednakże, ostatecznie grupa nagrała piosenkę nazwaną „Hidden Track”, w której nadesłane propozycje zostały użyte jako tekst piosenki.

## Dyskografia

### Albumy studyjne
- 1996: Beautiful Freak
- 1998: Electro-Shock Blues
- 2000: Daisies of the Galaxy
- 2001: Souljacker
- 2003: Shootenanny!
- 2005: Blinking Lights and Other Revelations
- 2009: Hombre Lobo
- 2010: End Times
- 2010: Tomorrow Morning
- 2013: Wonderful, Glorious

### Albumy koncertowe
- 2000: Oh What a Beautiful Morning
- 2002: Electro-Shock Blues Show
- 2005: Sixteen Tons (Ten Songs)
- 2006: Eels with Strings: Live at Town Hall
- 2008: Live and in Person! London 2006
- 2013: Tremendous Dynamite: Live in 2010 + 2011
- 2015: Live at Royal Albert Hall

### Albumy kompilacyjne
- 2005: B-Sides & Rarities 1996–2003
- 2008: Meet the Eels: Essential Eels, Vol. 1 (1996–2006)
- 2008: Useless Trinkets: B-Sides, Soundtracks, Rarities and Unreleased 1996–2006
- 2015: The Complete DreamWorks Albums

### Single
- 1997: „Novocaine for the Soul”
- 1997: „Susan's House”
- 1997: „Your Lucky Day in Hell”
- 1998: „Last Stop: This Town”
- 1998: „Cancer for the Cure”
- 2000: „Mr. E’s Beautiful Blues”
- 2000: „Flyswatter”
- 2001: „Souljacker Part 1”
- 2005: „Hey Man (Now You’re Really Living)”

### Wideo/DVD
- 2006: Eels with Strings: Live at Town Hall
- 2008: Eels Video Collection[c]
- 2008: Eels Lollapalooza 2006[d]

### Wydawnictwa promocyjne
- 1996: Rags to Rags, Beautiful Freak
- 1998: Climbing To The Moon
- 2003: Jeannie's Diary, 3 Speed
- 2001: Fresh Feeling, Rotten World Blues
- 2003: Saturday Morning
- 2005: Trouble With Dreams
- 2006: I Want to Protect You

### Albumy solo Marka Everetta
- 1992: A Man Called E
- 1993: Broken Toy Shop
- 2002: I Am the Messiah
- 2003: Levity